# 川北医学院
川北医学院是一所位于中华人民共和国四川省南充市的公立普通医学类高等院校。

## 历史沿革
川北医学院的前身为1951年成立的西南区川北医士学校，后更名为南充卫生学校，1962年，学校开始举办医学大专班，并于1965年升格为专科，定名南充医学专科学校。1966年，同省万县医专、雅安医专被裁撤后，其学在校生皆被调入南充医专继续学习:31。在文化大革命期间，学校还曾停止招生:371。
1985年5月，该校升格为本科层次的川北医学院:32。2006年被中华人民共和国国务院学位委员会批准为具有硕士学位授予权的大学:542。2023年，该校成为四川省博士学位授予立项建设学校。